# Régiment des chasseurs de la garde
Le Régiment des chasseurs de la Garde (en russe : Егерский лейб-гвардии полк, Ieguerski leib-gvardii polk), est à l'origine un bataillon de chasseurs de la garde impériale russe. Le régiment lui-même fut créé le 9 novembre 1796 par l'empereur Paul Ier de Russie.
Le 9 novembre 1796, Paul Ier nomma le colonel Anton Mikhaïlovitch Ratchinski comme commandant du régiment nouvellement créé. L'empereur lui confia le recrutement des hommes au sein des bataillons d'infanterie de Gatchina, créés par le tsar en avril 1794.
En 1849, Nicolas Ier ordonna la construction de la  cathédrale du Saint-Martyr Miron dédiée au régiment des chasseurs de la Garde.
Sous le régime impérial, le régiment des chasseurs de la Garde était partout[Où ?] l'objet d'une grande notoriété et suscitait toujours l'admiration du public. Pendant l'époque soviétique, son prestige resta intact.

## Historique du régiment des chasseurs de la Garde

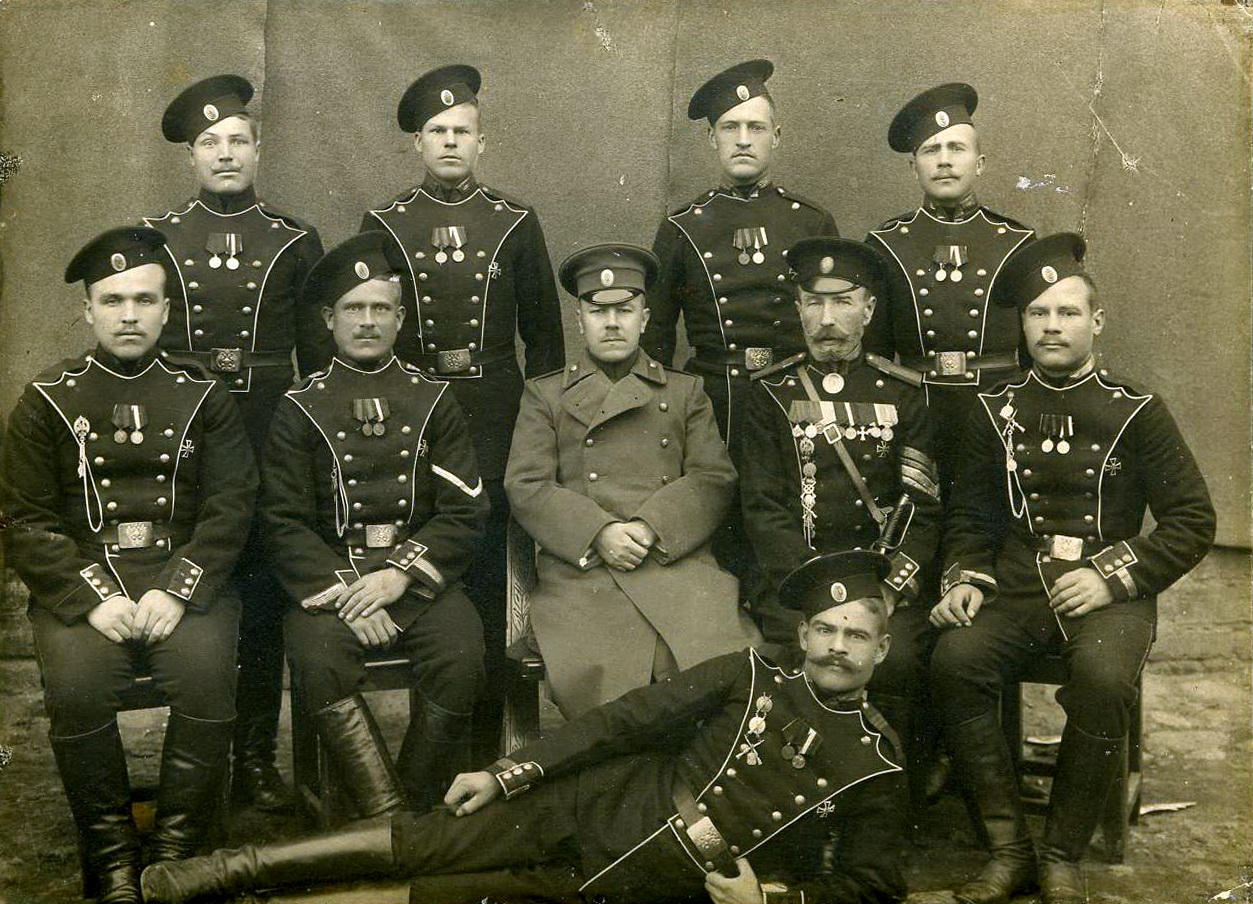
Groupe de chasseurs de la Garde en 1913. La plupart des chasseurs portent la médaille du souvenir du centenaire de la Guerre patriotique de 1812 et celle du tricentenaire de la maison Romanov.
Ils portent tous les insignes du régiment. Le sergent-chef assis (deuxième à droite) porte en plus de diverses médailles de bravoure au combat, l'ordre de Sainte-Anne, la médaille du souvenir du règne d'Alexandre III, la médaille du souvenir du couronnement de Nicolas II et des décorations étrangères.

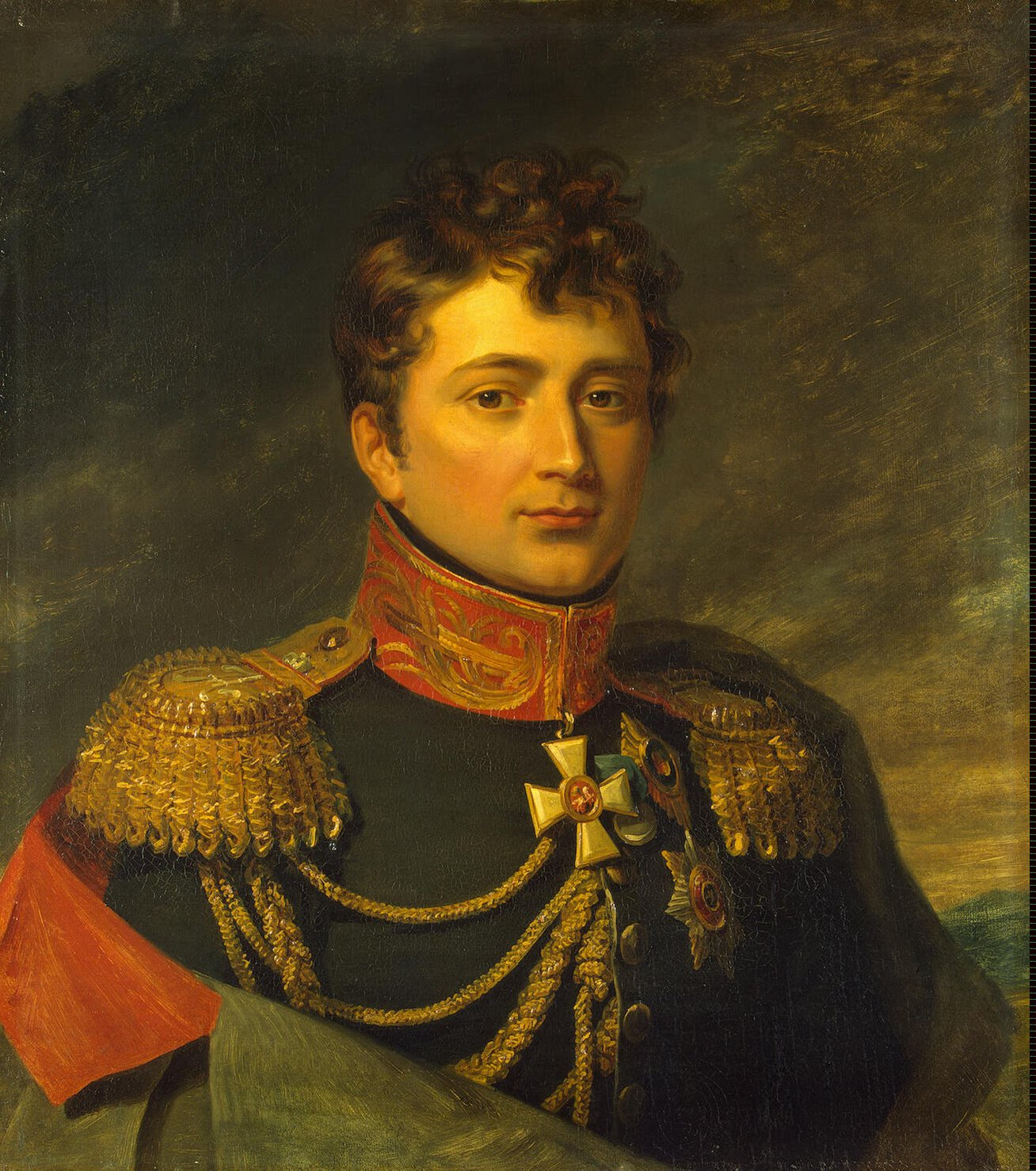
Portrait du vicomte de Saint-Priest par Dawe (Ermitage)

Le Bataillon des Chasseurs de la Garde fut créé en 1796 à partir d'unités de chasseurs prélevées dans les régiments Préobrajensky, Izmaïlovski et du détachement de Gatchina. Ce bataillon prit le nom de régiment des chasseurs de la Garde (Ieguerski, emprunt à l'allemand Jäger - chasseur), le 10 mai 1806. Il se composait de quatre compagnies et de deux bataillons. En 1807, le régiment fut formé de trois bataillons et quatre compagnies. le 22 février 1811, après restructuration, il se divisa en trois bataillons (chaque bataillon dispose d'une compagnie de grenadiers et trois de chasseurs).
Le régiment des chasseurs placé sous le commandement du vicomte de Saint-Priest s'illustra par sa bravoure à la bataille d'Austerlitz du 2 décembre 1805.
Au cours de la guerre de la Quatrième Coalition, le régiment, toujours commandé par Saint-Priest, se distingua à la bataille de Guttstadt au cours de laquelle il reçut la mission de défendre une position fortifiée. Le 14 juin 1807, le régiment rencontra de nouveau les troupes françaises et leurs alliées à Friedland.
En 1808, le 1er bataillon du régiment était commandé par le colonel Potemkine qui s'illustra aussi à la guerre russo-suédoise de 1808-1809. En effet, il participa aux combats de Kuopio en Finlande. Le bataillon qui faisait partie du Corps d'armée du lieutenant-général Bagration traversa le golfe de Botnie recouvert de glace et fit une incursion à Umeå en Suède (mars 1809).
En 1812, Le régiment, qui était commandé par le général Karl Ivanovitch Bistrom, et le Régiment finlandais de la Garde prirent part à la bataille de Smolensk, puis s'illustrèrent le 7 septembre 1812, à la bataille de Borodino et à la Bataille de Maloyaroslavets. Il déplora d'énormes pertes humaines, dans ces deux dernières batailles.
En 1813, le régiment fut engagé dans les batailles de Bautzen, Kulm et Leipzig.
Au cours de la guerre opposant la Russie à la Turquie, les 1er et 2e bataillons placés sous le commandement de Golovine quittèrent la Russie en avril 1828 pour Varna où ils arrivèrent en août 1828. Le 16 septembre 1828, Omar Pacha attaqua la position des Russes au sud de Varna. Après une bataille de quatre heures, l'adjudant-général Golovine contraignit l'armée turque à se retirer.
En 1831, les 1er et 3e bataillons du régiment des chasseurs de la Garde prirent part à la répression menée contre les insurgés polonais. Ils se distinguèrent lors de l'attaque de Varsovie.
En 1842, le régiment fut doté d'un quatrième bataillon de réserve.
Le 10 mars 1854, le quatrième bataillon de réserve fut converti en unité active, en outre, un 5e bataillon de réserve fut créé.
Le 31 mars 1856, tous les régiments de chasseurs de l'Armée impériale furent renommés. Le régiment des chasseurs de la garde fut renommé en régiment de la Garde de Gatchina. Le 26 août de la même année il se composait de trois bataillons d'infanterie actifs, avec trois compagnies d'infanterie, et d'un bataillon de réserve.
En 1857, le troisième bataillon de réserve fut dissous.
En 1863, le régiment fut doté d'un 3e bataillon.
En 1863, le régiment fut engagé dans la répression menée contre les rebelles polonais dans le district militaire de Wilna.
Le 17 août 1871, Nicolas Ier lui restitua son nom d'origine, afin de l'honorer.
1875, des compagnies de fusiliers forment le quatrième bataillon du régiment.
En 1877, en raison du conflit opposant la Russie à la Turquie, un bataillon de réserve fut créé, dont la dissolution fut prononcée en 1878.
En 1877, le régiment fut de nouveau engagé dans une guerre contre l'Empire ottoman. Le 12 octobre 1877, il se distingua à la bataille qui se déroula près du village de Telich (obchtchina de Tcherven Bryag - Bulgarie). Entre le 13 décembre et le 18 décembre 1877, il traversa les Balkans. Le 23 décembre 1877, il fit son entrée dans Sofia. Le 17 janvier 1878, les 1er et 3e bataillons du régiment s'illustrèrent à la bataille de Kyoustendil (Bulgarie), et se saisirent à la baïonnette de deux bannières et capturèrent cent soldats ottomans.
Dès les premiers jours de la Première Guerre mondiale, le régiment de la Garde fut engagé dans la bataille de Gumbinnen (20 août 1914). Le 15 septembre 1914, les glorieux exploits du régiment au cours de cette première bataille des lacs de Mazurie provoquèrent l'admiration de tous. Entre le 29 septembre et le 31 octobre 1914, le régiment fut engagé dans la bataille de la Vistule et la bataille de la forteresse d'Ivangorod. En juillet 1916, il prit part à l'offensive Kerensky.

### Pertes au cours de la Première Guerre mondiale et de la Guerre civile

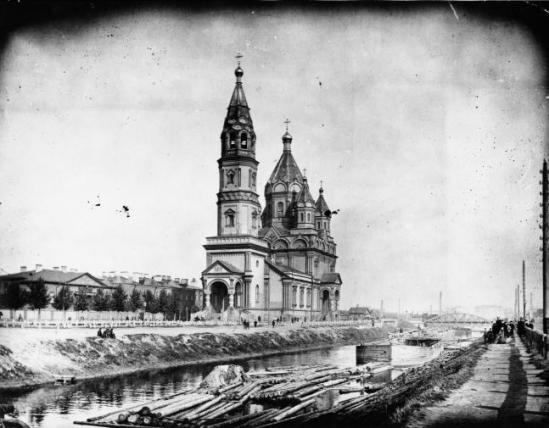
Photographie de l'église régimentaire Saint-Miron, détruite en 1930

Les membres de la famille impériale en service dans les régiments de la Garde impériale ne sont pas comptabilisés dans le nombre d'officiers tués au cours ces périodes de guerre.
- 27 officiers du régiment furent tués sur le Front de l'Est pendant la Première Guerre mondiale.
- 25 officiers furent tués ou décédèrent des suites de leurs blessures ou de maladies diverses pendant la Guerre civile russe (1917-1922).
- 9 officiers furent assassinés au cours de la Terreur rouge[6].

## Chronologie historique

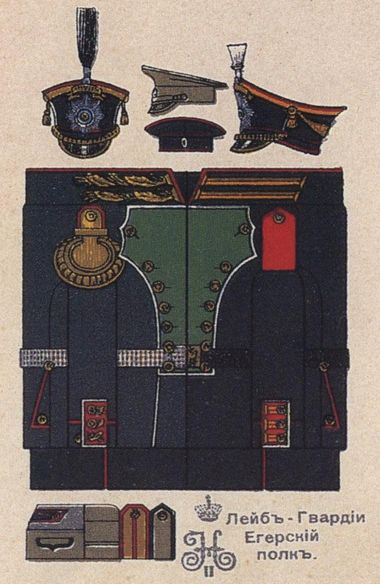
Uniforme de cérémonie du Régiment Ieguerski 1910

- 1796 : Création du bataillon des chasseurs (Jäger en allemand, russifié en Ieguerski) de la Garde ;
- 1806 : Prit le nom de régiment des chasseurs de la Garde ;
- 1805 : Il reçut son baptême du feu au cours de la bataille d'Austerlitz ;
- 2 décembre 1805 : Participa à la bataille d'Austerlitz ;
- 5 juin 1807 : S'illustra à la bataille de Guttstadt ;
- 14 juin 1807 : Fut engagé dans la bataille de Friedland ;
- 1808-1809 : Se distingua lors de la Guerre russo-suédoise de 1808-1809 ;
- 1812 : Fut impliqué dans la Guerre patriotique ;
- 1813 : Engagé dans les différentes batailles de la campagne d'Allemagne ;
- 1828-1829 : les premier et deuxième bataillons du régiment participèrent à la Guerre russo-turque de 1828-1829 ;
- 1830 : Les 1er et 3e bataillons du régiment furent engagés dans la répression menée contre les insurgés polonais ;
- 1856 : Il fut renommé en régiment de la Garde de Gatchina ;
- 1863 : Prit part à la répression menée contre les rebelles polonais ;
- 1871 : Nicolas Ier lui restitua le nom de régiment des chasseurs ;
- 1877-1878 : S'illustra à la Guerre russo-turque de 1877-1878 ;
- 1914-1918 : S'illustra au cours de certaines batailles sur le front de l'Est pendant la Première Guerre mondiale ;
- 25 mai 1918 : Le régiment des chasseurs est dissous ;
- 1919 : Rejoignit les rangs de l'Armée blanche ;
- 1920 : Création de l'Association du régiment des chasseurs de la Garde ;
- 1924 : Membre de l'Union Générale des Combattants russes (ROVS) ;
- 1990 : Reconstitution d'un peloton de grenadiers à Saint-Pétersbourg et de deux pelotons d'infanterie à Gatchina[7].

## Description de l'insigne régimentaire
Croix de saint Georges en émail noir bordée d'argent décernée au régiment en récompense de son comportement héroïque à la bataille de Kulm. Au centre de la croix s'entremêlent deux monogrammes d'or surmontés de la couronne impériale de Russie, le « P »  (en cyrillique : « П ») de l'empereur Paul Ier, fondateur du régiment en 1796, le « N » (en cyrillique : «Н ») pour l'empereur Nicolas II.

## Chefs du régiment des chasseurs la Garde

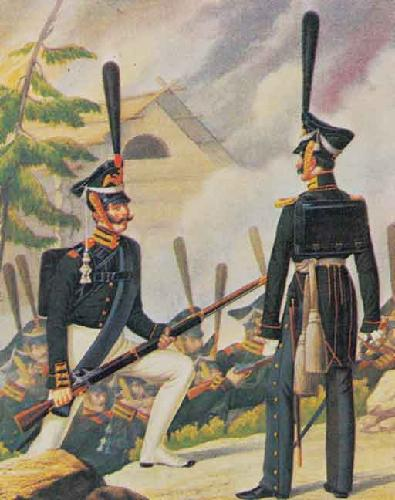
Uniforme du régiment des chasseurs de la Garde au XIXe siècle

- 9 novembre 1796-9 juin 1800 : Lieutenant-colonel (31 décembre 1796), colonel (1798), major-général (1800, lieutenant-général Anton Mikhaïlovitch Ratchinski ;
- 9 juin 1800-12 septembre 1812 : Lieutenant-général puis général d'infanterie Piotr Ivanovitch Bagration ;
- 27 novembre 1813-15 juin 1831 : Grand-duc Constantin Pavlovitch de Russie ;
- 25 juin 1831-18 février 1855 : Empereur Nicolas Ier de Russie ;
- 19 février 1855-1er mars 1881 :  Empereur Alexandre II de Russie ;
- 2 mars 1881-21 octobre 1894 : Empereur Alexandre III de Russie ;
- 2 novembre 1894-4 mars 1917 : Empereur Nicolas II de Russie[8].

## Commandants du régiment des chasseurs de la Garde

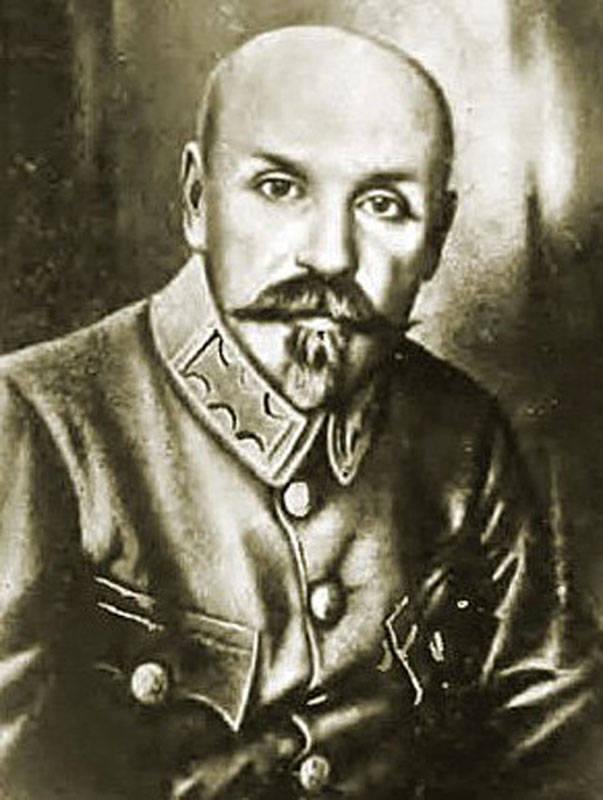
Le général Alexandre Petrovitch Grekov, commandant du régiment en 1917

- 12 juin 1806-19 novembre 1809 : Guillaume Emmanuel Guignard de Saint-Priest ;
- 19 février 1809-29 mai 1821 : Colonel puis major-général Karl Ivanovitch Bistrom ;
- 10 août 1821-14 mars 1825 : Général Ievgeni Alexandrovitch Golovine ;
- 22 juillet 1825-2 décembre 1828 : Colonel Pavel Alexeïevitch Gartong ;
- 23 septembre 1828-28 août 1831 : Stepan Grigorievitch Polechko ;
- 13 mars 1831-3 mai 1833 : Major-général Pavel Andreïevitch Schtegelmann ;
- 2 avril 1833-22 septembre 1841 : Major-général Alexandre Fiodorovitch Moller ;
- 22 septembre 1841-20 mars 1850 : Major-général et baron Vsevolod Nikolaïevitch Soloviev ;
- 20 mars 1850-2 avril 1855 : Major-général Ossip Ossipovitch Mousnitski ;
- 2 avril 1855-29 février 1856 : Major-général Iakov Fomitch Voropaï ;
- 29 février 1856-23 avril 1861 : Général William Hansen ;
- 23 avril 1861-25 mai 1863 : Major-général et baron Ernst Fiodorovitch von Villebrant ;
- 25 mai 1863-6 décembre 1864 : Général Alexandre Alexeïevitch Deboa ;
- 6 décembre 1864-8 février 1868 : Major-général et prince Mikhaïl Semionovitch Kropotkine ;
- 13 février 1868-17 avril 1876 : Colonel puis Major-général Alexandre Veniaminovitch Ellis ;
- 17 avril 1876-17 avril 1880 : Colonel puis major-général Alexeï Alexandrovitch Tchelichtchev ;
- 17 août 1880-4 mai 1887 : Major-général Alexandre Alexandrovitch Frese ;
- 18 mai 1887-17 février 1891 : Major-général Khozrev Mirzabekovitch Doloukhanov ;
- 17 février 1891-24 novembre 1894 : Major-général Ivan Sergueïevitch Maltsov ;
- 24 novembre 1894-20 novembre 1895 :Major-général et comte Pavel Petrovitch Chouvalov ;
- 28 novembre 1895-25 avril 1900 : Major-général Andreï Ivanovitch Tchekmariov ;
- 11 juillet 1900-3 juin 1903 : Major-général et comte Konstantin Oskarovitch von Rosen ;
- 3 juin 1903-18 février 1906 : Major-général Leonid-Otto Ottovitch Sirelius ;
- 18 février 1906-10 juillet 1908 : Major-général Andreï Zaïontchkovski ;
- 10 juillet 1908-14 décembre 1913 : Major-général Vladimir Alexandrovitch Iablotchkine ;
- 14 décembre 1913-2 mars 1916 : Major-général Alexandre Petrovitch Boukovski ;
- 2 mars 1916-10 avril 1917 : Major-général Boris Iossipovitch Kvitsinski ;
- 5 avril 1917-8 septembre 1917 : Colonel Alexandre Petrovitch Grekov ;
- 8 septembre 1917-décembre 1917 : Colonel et baron Fiodor Ivanovitch von Stackelberg[8].

## Personnalités ayant servi au régiment

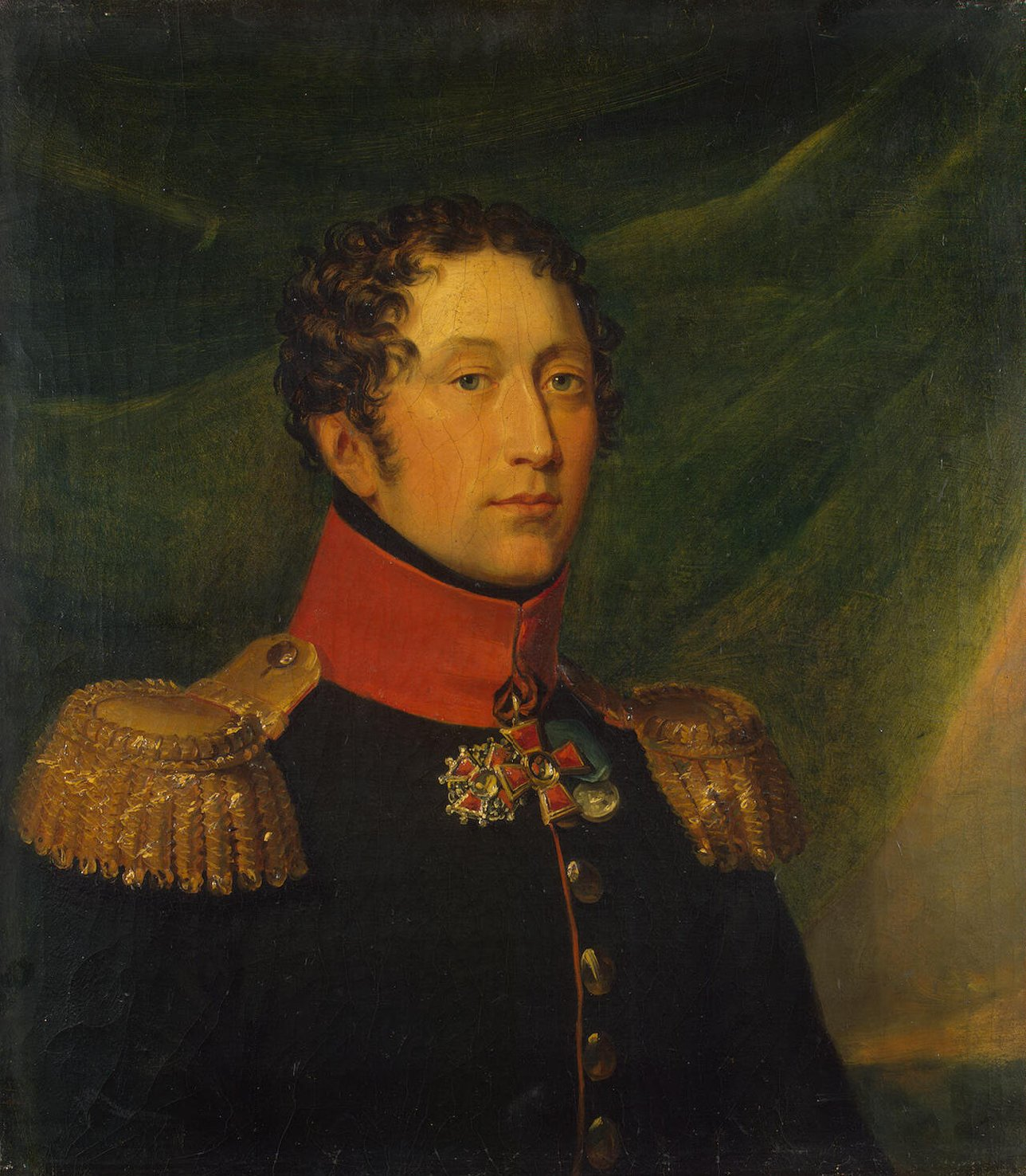
Le major-général Alexeï Semionovitch Kologrivov qui servit au régiment de 1802 à 1810

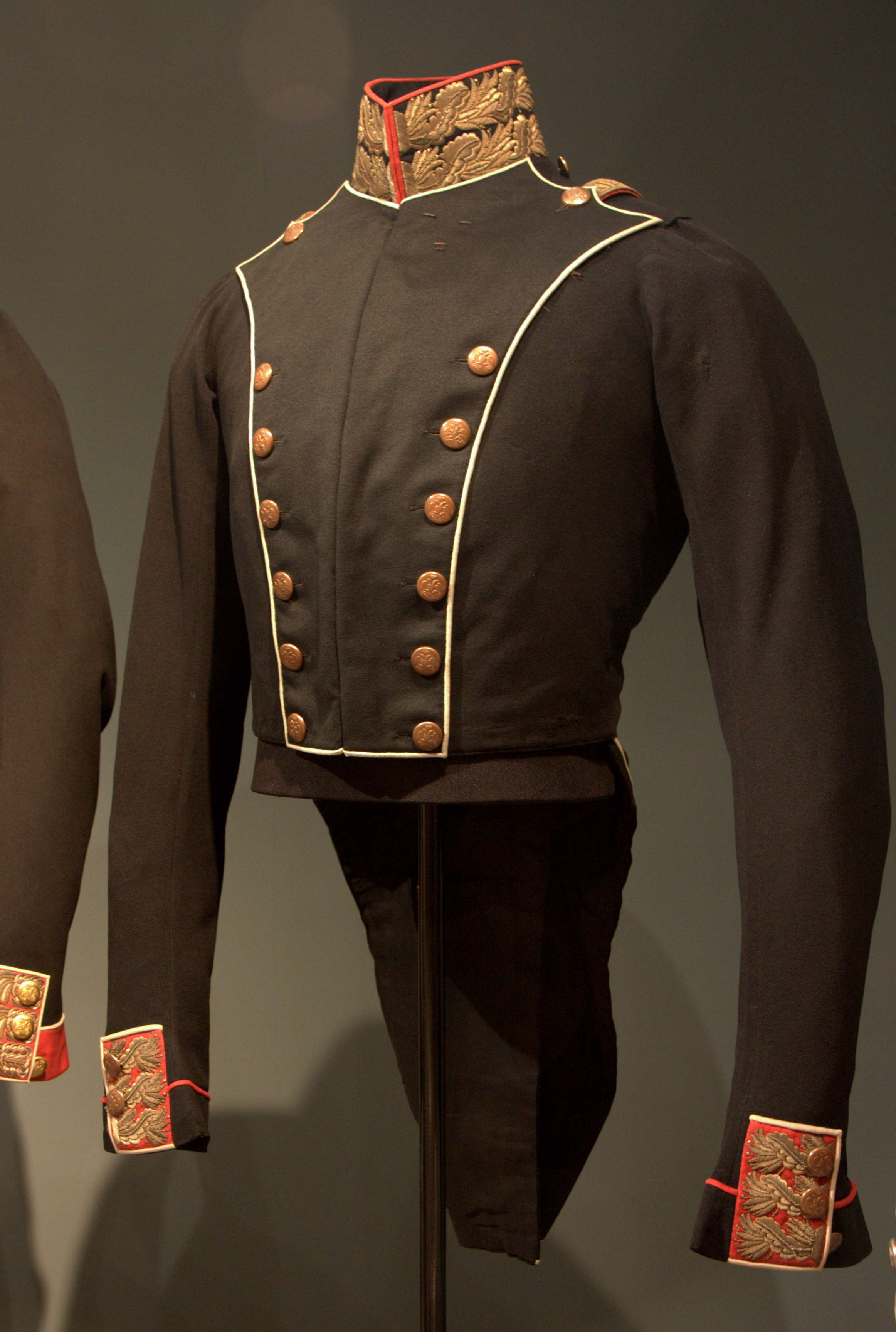
Uniforme d'officier du régiment des chasseurs de la Garde ayant appartenu à Nicolas Ier

- Alexeï Fiodorovitch Arbousov : (1792-1861), commandant du Régiment de la Garde Pavlovski, général d'infanterie qui s'illustra au cours des Guerres napoléoniennes ;
- Alexeï Konstantinovitch Baïov : (1871-1935), lieutenant-général, historien militaire ;
- Nikolaï Karlovitch Baumgarten : (1806-1866), général russe qui s'illustra au cours de la Guerre russo-turque de 1828-1829, instructeur militaire ;
- Iakov Dmitrievitch Bologovski : (1863-1913), Conseiller d'État, vice-gouverneur de la région de Transbaïkalie, gouverneur de Livonie, des provinces de la Ienisseï et de Vologda ;
- Alfons Leonovitch Chaniavski : (1837-1905), major-général ;
- Ivan Leontievitch Chakhovskoï : (1777-1860), général d'infanterie, il fut l'un des commandants en chef de l'Armée impériale de Russie lors des Guerres napoléoniennes ;
- Viatcheslav Vladimirovitch von Steinheil : (1823-1897), baron, général d'infanterie, historien militaire ;
- Dmitri Grigorievitch Chtcherbatchiov : (1857-1932), général d'infanterie, il s'illustra au cours de la Première Guerre mondiale et fut une importante personnalité de l'Armée blanche, commandant du 145e Régiment d'infanterie Novotcherkasski (1901-1903), commandant du Régiment de la Garde Pavlovski (1903-1906).
- Boris Vladimirovitch Gueroua : (1876-1942), major-général, commandant du 123e Régiment d'infanterie Kozlovski (1914-1915), commandant du régiment Ismaïlovski de 1915 à 1916, président d'une commission militaire pour apporter une aide matérielle à l'Armée blanche ;
- Magnus Alexander Ludwig von Güldenstubbe : (1800-1884), général russe, commandant du district militaire de Moscou, commandant du Régiment Semionovsky de 1849 à 1852 ;
- Mikhaïl Pavlovitch Grabbe : (1834-1877), Major-général qui s'illustra pendant les guerres de Crimée et du Caucase et pendant la guerre russo-turque de 1877-1878, commandant du 79e Régiment d'infanterie Kourinski de 1867 à 1870 ;
- Onoufri Alexandrovitch Kvitsinski : (1794-1862), général d'infanterie, commandant du 27e régiment de Chasseurs (1827) qui s'illustra au cours de la Guerre de Crimée ;
- Alexeï Semionovitch Kologrivov : (1776-1818), Major-général, l'un des commandants de l'Armée impériale pendant les Guerres napoléoniennes ;
- Ciprian Antonovitch Kondratovitch : (1858-1932), général d'infanterie qui prit part à la Guerre russo-japonaise et à la Première Guerre mondiale ;
- Fiodor Fiodorovitch Lindfors : (1807-1871), Major-général qui s'illustra pendant la Guerre russo-turque de 1828-1829 ;
- Mikhaïl Nikolaïevitch Matsev : (1785-1842), Major-général, qui était l'un des commandants de l'Armée impériale de Russie pendant les guerres napoléoniennes ;
- Piotr Petrovitch Nesterov : (1802-1854), lieutenant-général, héros de la Guerre du Caucase ;
- Vladimir Vassilievitch von Notbek : (1825-1894), général d'infanterie ;
- Vassili Iakovlevitch Ovander : (1790-1855), lieutenant-général qui fut l'un des commandants en chef de l'Armée impériale de Russie au cours des Guerres napoléoniennes, commandant du Régiment de la Garde Volynski (1831) ;
- Gavriil Semionovitch Okounev : (?-1843, major-général, au cours des Guerres napoléoniennes, il fut l'un des commandants de l'Armée impériale de Russie ;
- Stepan Grigorievitch Polechko : (1783-1837), général, commandant du 34e régiment de chasseurs (1814-1822) qui fut l'un des héros des Guerres napoléoniennes ;
- Alexandre von Rudinger : (1782-1825), major-général, commandant à l'époque des Guerres napoléoniennes ;
- Burchard Adam von Richter : (1782-1832), lieutenant-général, adjudant-général, il fut l'un des commandants de l'Armée impériale de Russie à l'époque des Guerres napoléoniennes ;
- Piotr Alexandrovitch Stepanov : (1805-1891), général d'infanterie ;
- Ivan Gavrilovitch Tchekmariov : (1845-1887), général, il s'illustra lors de la Guerre du Caucase, commandant du 4e Bataillon de réserve du 10e Régiment d'infanterie Novoïngermanlandski (1857) ;
- Karl Karlovitch von Wrangel : (1800-1872), général d'infanterie, commandant du 13e régiment des grenadiers d'Erivan (1838-1843), commandant du district militaire de Kiev.

## Sources et références
- (ru) Cet article est partiellement ou en totalité issu de l’article de Wikipédia en russe intitulé « Егерский лейб-гвардии полк » (voir la liste des auteurs).